# Санников, Степан Романович
Степа́н Рома́нович Са́нников (род. 25 сентября 1990, Соликамск, Пермская область) — российский хоккеист, нападающий.

## Карьера
Родился в городе Соликамске Пермской области. Начал в играть в хоккей в местной спортивной школе «Прогресс» в 7 лет. В 11 лет уехал в Нижнекамск, где играл за местный клуб «Нефтехимик», где провёл 2 года. В 13 лет снова переехал и стал выступать за магнитогорский «Металлург», а уже через год оказался в системе челябинского хоккея. В «Тракторе» у молодого форварда было мало игрового времени, тогда его заметил директор ДЮСШ «Сибирь» Олег Лутиков. В 15 лет стал игроком уже системы новосибирского хоккея. Два года провёл в детской школе, затем стал играть за молодёжную команду «Сибирь-2». Дебютировал в КХЛ 2 февраля 2009 года в составе основной команды «Сибирь» против «Авангарда», на льду провёл 1 минуту 29 секунд.
В сезоне 2009/10 играл за команду «Сибирские снайперы» и за «Сибирь». За молодёжь провёл 39 игр, забил 15 шайб и отдал 19 голевых передач. За «Сибирь» — 17 матчей.
В сезоне 2010/11 4 игры за молодёжную команду и 5 очков результативности. За «Сибирь» провёл 49 игр. В первом же матче против «Амура» забил свою первую шайбу в КХЛ, за что был признан лучшим новичком недели по версии КХЛ(2 матча, 1 гол и +1 показатель полезности). Всего в этом сезоне в регулярном чемпионате КХЛ на его счету 2 шайбы и 3 передачи, показатель полезности +2. В плей-офф провёл 4 игры и отметился 1 голом. Также провёл 4 игры в плей-офф ВХЛ за фарм-клуб «Зауралье».
В сезоне 2011/12 провёл свой последний сезон в МХЛ за «Снайперов». 10 игр, 3 шайбы и 8 передач. Этот сезон стал самым успешным для Санникова в КХЛ. Он провёл 54 игры, отметился в них 6 шайбами и 9 голевыми передачами. После окончания сезона Санников и четверо его одноклубников были откомандированы в «Сибирских снайперов», которые боролись за сохранении прописки в МХЛ-А. В 10 играх плей-аута на счету Степана 6 шайб и 7 передач. В игре против «Авто» (15.04) оформил хет-трик. Степан Санников стал одним из лучших форвардов в играх на выбывание.
В шестом матче плей-офф сезона 2013/14 стал автором победной шайбы в игре с казанским «Ак Барсом» (счёт серии 4:2 в пользу «Сибири»), чем обеспечил выход «Сибири» в 1/2 конференции. В рамках игр КХЛ команда «Сибирь» вышла в полуфинал впервые.
3 мая 2018 года подписал трёхлетнее соглашение с ярославским «Локомотивом».
С 25 декабря 2019 года игрок клуба «Ак Барс».
29 июля 2020 года подписал контракт с «Сибирью».

## Статистика
| Легенда | Легенда                    | Легенда | Легенда                   | Легенда | Легенда    |
| ------- | -------------------------- | ------- | ------------------------- | ------- | ---------- |
| И       | Количество проведённых игр | Штр     | Штрафное время            | +/−     | Плюс-минус |
| Г       | Голы                       | П       | Голевые передачи          | О       | Очки       |
| -       | Статистика неизвестна      | —       | Статистика не учитывалась |         |            |